# Liu Li
Liu Li (chinesisch 刘 莉, Pinyin Liú Lì; * 12. März 1971 in der Provinz Liaoning) ist eine ehemalige chinesische Mittelstreckenläuferin.
1990 wurde sie Junioren-Weltmeisterin über 800 m. Bei den Olympischen Sommerspielen 1992 in Barcelona belegte sie den fünften Platz über 1500 m und bei den Leichtathletik-Weltmeisterschaften 1993 in Stuttgart den sechsten über 800 m.
1993 wurde sie Asienmeisterin über 800 m, 1994 gewann sie über dieselbe Distanz Silber bei den Asienspielen.

## Persönliche Bestzeiten
- 800 m: 1:56,96 min, 8. September 1993, Peking
- 1500 m: 3:59,34 min, 11. September 1993, Peking